# Zalesie, Hạt Police
Zalesie [zaˈlɛɕɛ] (tiếng Đức: Sonnenwald) là một ngôi làng thuộc khu hành chính của Cảnh sát Gmina, thuộc Hạt Cảnh sát, West Pomeranian Voivodeship, ở phía tây bắc Ba Lan, gần biên giới Đức.
Nó nằm khoảng 14 kilômét (9 mi) phía tây của Cảnh sát và 23 km (14 mi) phía tây bắc của thủ đô khu vực Szczecin.
Làng có dân số bao gồm khoảng 30 người.